# Souleymane Cissé (football, 1977)
Pour les articles homonymes, voir Souleymane Cissé (football).
Souleymane Cissé est un footballeur ivoirien né le 10 août 1977 à Bouna.
Il évolue dans plusieurs clubs de troisième et quatrième division en France, ainsi que dans des réserves de clubs professionnels en Europe, avant de se reconvertir en tant que formateur, recruteur et directeur sportif. À ce titre, il obtient une notoriété nationale en travaillant pour différents clubs de Ligue 1 parmi lesquels l'AS Monaco, les Girondins de Bordeaux ou l'OGC Nice.

## Biographie

### En tant que joueur
En tant que joueur, Souleymane Cissé évolue pendant six ans au Football Croix-de-Savoie 74, restant au club lorsque celui-ci fusionne en 2007 au sein de l'Olympique Croix de Savoie 74. Il participe notamment au titre de champion de France amateur en 2004 puis au maintien du club en National en 2005. Il prend sa retraite en 2009 à la suite d'une blessure.

### En tant que formateur
Au moment de prendre sa retraite de joueur, en 2009, Souleymane Cissé crée, à Abidjan, le Cissé Institut Football Club, un centre de formation lié à un club nouvellement créé, le Racing Club d'Abidjan qui rejoint la Ligue 1 ivoirienne lors de la saison 2018-2019,.
De 2009 à 2014, il travaille au centre de formation de l'Évian Thonon Gaillard Football Club où il entraîne successivement plusieurs équipes de jeunes,,,.
En 2014, il devient entraîneur de l'équipe réserve de l'AS Monaco. La future star du football mondial Kylian Mbappé fait alors partie de son effectif. L'un comme l'autre mentionne l'amitié qui naît alors entre le jeune joueur et son entraîneur, Mbappé le surnommant par exemple « Tonton ».
En 2017, il quitte l'AS Monaco et devient recruteur pour le continent africain à l'OGC Nice.
En janvier 2019, il est nommé directeur technique des Girondins de Bordeaux par la nouvelle direction qui vient de racheter le club. Il est alors mêlé à différentes affaires de transferts frauduleux. Il démissionne de son poste en mai 2020.
En juin 2020, il est nommé directeur sportif du Football Club Lausanne-Sport,.